# Декорисање торте
Декорисање торте је уметност украшавања торте за посебне прилике као што су рођендани, венчања, национални или верски празници или као промотивни артикал.
То је облик уметности који користи материјале као што су глазура, фондан и други јестиви украси. Посластичар може користити једноставне или сложене тродимензионалне облике као део декорације, или на целој торти. Чоколада се редовно користи за украшавање колача јер се може отопити и помешати са кремом да би се направио ганаш. Какао прах и шећер се често користе у процесу и могу се лагано попрашити као завршни додир.

## Историја
Декорисање торте настала је у Европи у 17. веку, типично за посебне прилике као луксузна роба. У то време, декоратер торти је био почасна професија. Када су свадбене торте постале део свадбене церемоније, први декоратери торти тражили су начине да свадбеним тортама дају изванреднији изглед. Дуга традиција и историја свадбене торте утрла је пут модерној декорацији торти. Према аутору књиге Вео историје: свадбене торте, прошлост и садашњост, прва фигура која је започела украшавање свадбене торте била је ауторка кувара из 18. века Елизабет Рафалд. Такође је очигледно била прва која је торту обложила глазуром од бадема. Божићни колачи су почели да се украшавају у 18. и 19. веку, развивши се од колача Дванаесте ноћи, раније традиције која се пекла и јела на Дванаесту ноћ, или на празник Богојављења. Ове торте су биле прилично богате и само су их пекари уметници о свом трошку детаљно украшавали. 
Током 1840-их, појава рерни са контролисаном температуром и производња прашка за пециво  учинили су печење колача лакшим процесом. Како се технологија контроле температуре побољшавала, повећан је нагласак на презентацији и орнаментацији. Торте су почеле да добијају декоративне облике и биле су украшене додатном глазуром формираном у шаре, укључујући цветне елементе, а боје за храну су коришћене за наглашавање глазура или слојева торте.
Иако се спремање од нуле смањило током каснијег дела 20. века у Сједињеним Државама, због повећања доступности готових колача и мешавина за торте, декорисане торте су остале важан део прослава, попут венчања, годишњица, рођендана и других посебних прилика. 21. век је направио простор за оне који сматрају да је торта украшавање њихове професије; као многи зарађују до 30.000 долара или више годишње.

## Врсте
Торта може бити украшена малим украсима или украсима направљеним одвојено и стављена на врх или около торте, или може бити украшена преливом глазуре, самостално или у пратњи других украса. Украси за торте могу бити направљени од јестивог материјала и пластике безбедне за храну. Данашњи уметници колача често користе охлађену крему од путера како би направили екстравагантне дизајне у облику ружа, фигура и другог уобичајеног декора.

### Фондан глазура
Фондан, такође познат као шећерна паста, је мекана, непрозирна паста направљена од шећера, воде, желатина, биљне масти и глицерола. Фондан се обично продаје у различитим бојама када се купује готов; лак је за руковање и пружа глатку, мат и нелепљиву превлаку за торту.
Фондан се мора разваљати кукурузним скробом да се не би лепио за било коју површину. Једном када је изглађен и довољно танак, фондан се може обликовати у много различитих облика, као што су цвеће или листови, и може се исећи у облике и нанети на торту како би се направио украс. Иако се првенствено користи за покривање колача, такође се користи за креирање појединачних украса који прате торте, који се састоје само од фондана без торте унутра.
Као релативно тежак облик декорације у поређењу са традиционалним глазуром, обимна примена фондана може значајно да отежа торту, захтевајући одговарајућу чврсту подлогу за торту за подршку, често у облику шипки, посебно на вишеслојним колачима. Фондан остаје мекан када је обликован, за разлику од других облика залеђивања, који се могу стврднути када су изложени ваздуху.

### Краљевска глазура
Краљевска глазура је слатка глазура направљена мућењем свежих беланаца, беланаца у праху са шећером у праху. Краљевска глазура производи добро дефинисане ивице залеђивања, посебно када се украшавају колачићи, и идеална је за постављање сложеног писања, ивица и чипке на тортама. Веома се тешко суши и чува се неограничено дуго ако се чува на хладном или сувом месту, али је подложан омекшавању и увенућу при високој влажности.

### Марципан
Марципан, смеса од слатког бадема, често се користи за моделирање украса за торте, а понекад се користи и као покривач за торте, слично као фондан. Међутим, марципан се чешће користи као конфекција у слаткишима и чоколади.

### Штампање јестивим мастилом
Штампање јестивим мастилом се такође користи у украшавању колача. Након открића у области нетоксичних мастила и материјала за штампање почетком 90-их,  постало је могуће штампати слике и фотографије на јестивим листовима за употребу на колачима. Процес користи унапред одштампане слике штампане јестивим бојама за храну, које се затим примењују на разне кондиторске производе као што су колачићи, торте или пецива. Дизајни направљени јестивим мастилом могу се креирати помоћу специјалног штампача, који преноси слику на танак, јестиви папир, направљен од скроба и шећера. Првобитно уведена као специјална услуга коју пружају пекаре, ову технологију сада могу користити кућни потрошачи користећи специјализовани папир, мастило и штампаче. Савремена употреба јестивог штампања мастилом углавном се користи за тематске торте и често се користи за приказивање правог лица на површини торте.

## Технике
Декорација торте обично укључује прекривање торте неким обликом залеђивања, а затим коришћење украсног шећера, слаткиша, чоколаде или глазура за улепшавање торте. Међутим, то може бити једноставно као што је посипање финог слоја шећера у праху или капање сјајног покривача преко врха торте попут огледала у стилу торте који користи глазуру од желатина, шећера, воде и понекад чоколаде. За олакшавање процеса може се користити окретни тањир за торте (или ротирајући послужавник).
Декорације могу се направити или постављањем цвећа и украсних ивица или обликовањем шећерне пасте, цветова и фигурица од фондана или марципана. Подметач за утискивање је алат за декорацију колача  који ствара рељефне ефекте на врху колача, колача или сличних предмета. Корисник утискује простирку у тесто за торту или глазуру и шара утиснута у простирку се преноси на предмет. Подметач за утискивање се често праве од силиконске гуме или сличних флексибилних полимера. 
Многе креације се могу направити врховима вреће; они долазе у многим облицима и величинама. Туторијали се често праве за моделирање различитих дизајна креираних различитим врховима цеви.
„Голе торте“ постале су популаран тренд, посебно током 2020. У овом стилу декорисања, филови се користе између слојева торте, али споља се оставља без глазура, при чему је већи део саме торте и даље видљив између и кроз омрзнуте области. Голи колачи су често украшени шећером у праху или свежим цвећем на врху. Често се украшавају свежим воћем, понекад у слојевима. Посебно су биле популарне као нове врсте свадбених и вереничких торти. 
Можда ће бити неопходно да се слојеви колача причврсте на место како би се спречило клизање или падање, посебно код великих колача са неколико слојева. У ту сврху се обично користе различити облици дрвених ражњића или пластичних сламки.
Велике и сложене структуре могу се направити резањем облика из колача и спајањем (често причвршћене заједно са многим нејестивим ојачањима). Претходно обликоване посуде за печење олакшавају прављење колача у нетрадиционалним облицима. Иако су корисни за производњу више колача истог општег облика, они немају бескрајну прилагодљивост ручно резаних грађевинских блокова. Структуре фондана и марципана се такође могу користити за модификацију укупног облика торте. 

## Као уметност
Декорисање торти је постала јединствена јестива уметничка форма, са примерима који се крећу од једноставно украшених једнослојних колача, до сложених, вишеслојних тродимензионалних креација са обимним јестивим украсима. Могу се применити ауторска права на колаче.

## Галерија
- A cake decorated to resemble a child's dress
- Lady's evening bag cake with edible frosting
- Cake with large cabbage roses
- Detail of hand-painted miniature cups in sugar with sugar lace tablecloth
- Tiered wedding cake with calla lilies
- Birthday cake for one-year-old
- A Halloween cake
- Guitar cake with edible frosting
- Chocolate cake decorated with foliage and chocolate roses
- Science cake with Bakelite oven chocolate cake top
- Rooster cake in Chinatown, London, for Chinese New Year celebrations
- A Fourth of July cake decorated in red, white and blue
- An International Space Station-themed NASA slab cake for students at Kennedy Space Center
- A fondant-covered cake depicting a sewing kit
- Basket of kittens cake
- Birthday party birthday cake
- Chocolate cake with roses
- Advanced cake decorating techniques[појаснити]
- A cake sculpted to look like a cheeseburger with fries
- A cake decorated to look like a pumpkin with mice living in it